# Jan z Athosu
Jan z Athosu (gruz.: იოანე მთაწმინდელი) (ur. I poł. X w. w Artanudżi, zm. 1005 na górze Athos) – gruziński święty mnich chrześcijański.
Według hagiografii pochodził z zamożnej rodziny, w młodości był rycerzem i dworzaninem króla Dawida Kurapalati. Miał żonę i dzieci (w tym syna Eutymiusza), jednak postanowił porzucić życie świeckie i wstąpił do monasteru. Następnie przeszedł do klasztoru Kolpa w Imeretii. Pragnąc doskonalić się w życiu duchowym, odszedł również i z tej wspólnoty i udał się do gruzińskiego monasteru na górze Olimp w Bitynii, założonego przez św. Hilariona Gruzina. W klasztorze jego obowiązkiem była opieka nad stadem osłów.
Po kilku latach życia w monasterze mnich Jan dowiedział się, że jego żona i syn, razem z kilkoma innymi książętami przebywają w Konstantynopolu jako zakładnicy porozumienia zawartego między cesarzem a królem Iberii. Duchowny miał przekonać władcę do uwolnienia syna, którego przywiózł następnie do klasztoru na Olimpie. Z czasem zarówno Jan, jak i jego syn, jako mnich Eutymiusz, zaczęli cieszyć się ogromnym szacunkiem innych mnichów. Wówczas postanowili udać się na górę Athos. Dotarli tam między rokiem 963 a 969. Chcąc prowadzić z monasterze jak najsurowsze życie, zataił swoje pochodzenie i wcześniejszy przebieg życia mniszego, żyjąc w Wielkiej Ławrze. Informacje te wyszły jednak na jaw, a sława Jana sprawiła, że do Wielkiej Ławry zaczęli przybywać mnisi gruzińscy. Wówczas kierujący klasztorem grecki mnich Atanazy z Athosu polecił im opuścić Wielką Ławrę i założyć odrębny klasztor, który przybrał nazwę Iwironu (ok. 980).
Ok. 984 Jan postanowił zrezygnować z funkcji przełożonego klasztoru, opuścić Athos i razem z synem Eutymiuszem oraz kilkoma innymi mnichami udał się do klasztoru św. Katarzyny na Synaju. Po rozmowie z cesarzem bizantyńskim Bazylim II zgodził się jednak na pozostanie na Athosie. Po kilku latach ciężko zachorował i przekazał Eutymiuszowi kierownictwo we wspólnocie. Zmarł w 1005 w monasterze i tam został pochowany. Jego grób szybko miał stać się miejscem uzdrowień. Żywot Jana i Eutymiusza spisał ich krewny, mnich Jerzy z Athosu.